# Kate Fansler
Kate Fansler ist die Protagonistin einer Reihe von Kriminalromanen, die die US-amerikanische Autorin Carolyn Heilbrun unter dem Pseudonym Amanda Cross verfasste.

## Figur
Kate Fansler ist eine „pfiffige Detektivin […], die eigentlich Unidozentin ist“. Wie ihre Schöpferin Amanda Cross / Carolyn Heilbrun lehrt sie englische Literaturwissenschaft an der New York University, Schwerpunkt Viktorianisches Zeitalter. Dies führt dazu, dass die meisten ihrer Fälle im akademischen Milieu angesiedelt sind: In der Regel gilt es, den Mord an einem Studierenden oder einem Kollegen aufzuklären. Als literatur- und sprachbegeisterte Intellektuelle gelangt sie durch niveauvolle Gespräche mit allen Beteiligten zu ihrem Ziel. Actionreiche Abenteuer sind ihre Sache nicht. Diese Art Fälle zu lösen machen sie selbst und andere Figuren (wie hier im folgenden Beispiel die emeritierte Professorin für mittelalterliche Literatur Grace Knole) ausführlich und gerne zum Thema ihrer Unterhaltungen:
„Wären wir jetzt in einem Kriminalroman, dann säße kein brüllender Jugendlicher in dem Wagen, sondern ein Abenteuer. Lesen sie Kriminalromane?“

„Sicher“, sagte Kate. „[…] Warum?“

„Es ist interessant“, sagte Grace, „wie wenig diese Geschichten dem realen Leben entsprechen. Es geht ausschließlich darum, dass in ihnen so viel passiert. [...] Wir haben hier jetzt einen Mord erlebt, aber alles, was wir tun, ist – natürlich –, dass wir darüber reden und gemeinsam die Straße entlangspazieren“[.] […]

„Das Reizvolle am Kriminalroman“, sagte Grace, „ist, dass man so nette Dinge über das liest, was andere Leute machen, ohne es ihnen gleichtun zu müssen.“
Ihre Fälle löst Fansler gemeinsam mit ihrem Partner, dem Rechtsanwalt Reed Amhearst, den sie im Laufe der Serie auch heiratet. Sie legt jedoch Wert auf ein eigenständiges Auftreten, so dass sie weder seinen Namen noch seinen Ring öffentlich zu tragen pflegt. Abgesehen davon hegt Fansler eine sentimentale Vorliebe für Kinder und zeichnet sich durch eine ungesunde Lebensweise aus: Sie raucht und trinkt und hat eine Schwäche für fettes Essen. Das hat aber offenbar keinerlei Auswirkungen auf ihre Figur, die als schlank beschrieben wird. Sie betreibt keinen Sport außer ausgedehnten Spaziergängen, was sie mit ihrer Schöpferin gemeinsam hat. Neben dem Lösen kniffliger konkreter Rätsel macht sie sich gerne und ausgiebig tiefsinnige Gedanken über das Alter, das Altern und darüber, dass der Tod etwas Befreiendes an sich hat. Wenngleich solche Passagen in einem Genre, in dem traditionell viel gestorben wird, nicht ungewöhnlich sind, gewinnen sie doch in diesem Fall eine besondere Bedeutung: Kate Fanslers Schöpferin Carolyn Heilbrun nahm sich im Oktober 2003 das Leben. Fanslers Aussagen über den Tod und das Sterben werden seitdem als Kommentare zu dieser Handlung verstanden.

## Werke
In folgenden von Carolyn Heilbrun unter dem Pseudonym Amanda Cross verfassten Kriminalromanen tritt Kate Fansler auf:
- In the Last Analysis (Gefährliche Praxis), 1964. Deutsche Neuausgabe (übersetzt von Monika Blaich und Klaus Kamberger) Die letzte Analyse. Ein Fall für Kate Fansler. Zürich: Dörlemann, 2021. ISBN 9783038200888
- The James Joyce Murder (In besten Kreisen), 1967. Deutsche Neuausgabe (übersetzt von Monika Blaich und Klaus Kamberger) Der James Joyce-Mord. Ein neuer Fall für Kate Fansler. Zürich: Dörlemann, 2021. ISBN 9783038200963
- Poetic Justice (Eine feine Gesellschaft), 1970
- The Theban Mysteries (Schule für höhere Töchter), 1971
- The Question of Max (Tödliches Erbe), 1976
- Death in a Tenured Position (Die Tote von Harvard), 1981
- Sweet Death, Kind Death (Süßer Tod), 1984
- No Word from Winifred (Albertas Schatten), 1986
- A Trap for Fools (Der Sturz aus dem Fenster), 1989
- The Players Come Again (Verschwörung der Frauen), 1990
- An Imperfect Spy (Spionin in eigener Sache), 1995
- The Puzzled Heart (Das zitternde Herz), 1998
- Honest Doubt, 2000
- The Edge of Doom, 2002

## Belege
1. ↑  Sylvia Staude: Krimi-Pionierin Amanda Cross und die Kate-Fansler-Krimis: Nur unterbrechen darf man sie nicht. In: Frankfurter Rundschau. 22. Februar 2021, abgerufen am 20. Oktober 2021.
2. ↑  In besten Kreisen, München 1993/4, S. 98ff.
3. ↑  She „neither uses his name nor wears his ring“ sagt Fansler in A Trap For Fools.